# Beja (Salvador e Santa Maria da Feira)
Pour les articles homonymes, voir Beja.
Beja (Salvador e Santa Maria da Feira) est une paroisse civile portugaise (en portugais : freguesia) de la municipalité de Beja dans le district du même nom en Alentejo. Elle est créée en 2013, par fusion des paroisses de Salvador et Santa Maria da Feira.

## Géographie
Beja (Salvador e Santa Maria da Feira) comprend les parties nord et est du centre urbain de Beja. Les parties sud et ouest sont rattachées à Beja (Santiago Maior e São João Baptista).

## Histoire
La paroisse est créée par la loi no 11-A/2013 du 28 janvier 2013 portant réorganisation administrative du territoire des freguesias, en fusionnant les paroisses de Beja (Salvador) et Beja (Santa Maria da Feira). Son nom officiel est União das Freguesias de Beja (Salvador e Santa Maria da Feira) et son siège est fixé à Salvador.

## Démographie
Lors du recensement de 2021, Beja (Salvador e Santa Maria da Feira) compte 10 710 habitants. C'est alors la deuxième paroisse la plus peuplée de la municipalité de Beja, qui totalise 33 394 habitants, derrière Beja (Santiago Maior e São João Baptista) (13 363 habitants).